# Tension psophométrique
 (juillet 2024).
Si vous disposez d'ouvrages ou d'articles de référence ou si vous connaissez des sites web de qualité traitant du thème abordé ici, merci de compléter l'article en donnant les références utiles à sa vérifiabilité et en les liant à la section « Notes et références ».
 (décembre 2023).

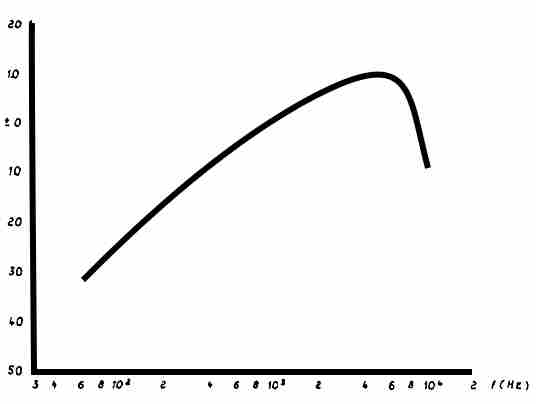
La courbe de pondération du CCIF 1951

La tension psophométrique ou tension de bruit transversale est une tension de bruit de circuit mesurée avec un psophomètre, qui comporte un circuit de pondération CCIF-1951.
La tension psophométrique ne doit pas être confondue avec la force électromotrice psophométrique, c'est-à-dire la force électromotrice dans un générateur ou une ligne avec une résistance interne de 600 Ω. Pour des raisons pratiques, la force électromotrice psophométrique est le double de la tension psophométrique correspondante.
Les mesures de tension psophométrique, V, en millivolts, sont généralement converties en dBm (psoph) par dBm(psoph) = 20 log 10 V – 57.78.